# تشكيل بالرحو

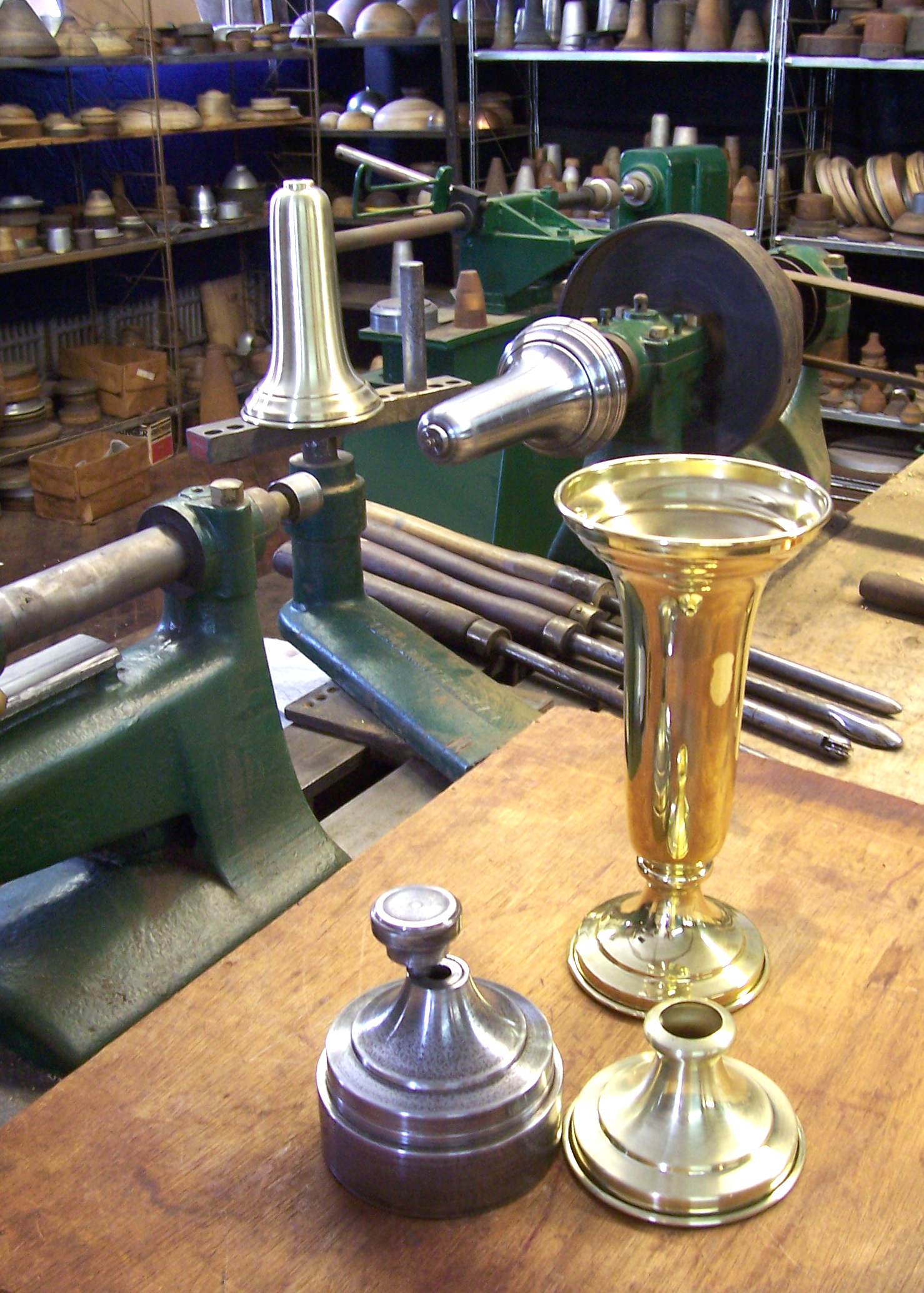
بعض المنتجات المُصنّعة باستخدام التشكيل بالرحو بجانب ماكينة التشكيل بالرحو

يُستخدم التشكيل بالرحو (بالإنجليزية: Spinning)‏ في تصنيع الأجزاء ذات التناظر الدوراني، بحيث تدور المشغولة حول شاقة ثم تشكل باستخدام أدوات صلبة أو ذات رأس كروي دوراني. يستخدم التشكيل بالرحو على سبيل المثال لتصنيع الأواني المنزلية، وغلاف المحركات الصاروخية، وأنف الصاروخ المخروطي، وصحون التقاط البث الفضائي، ونحو ذلك.

## اقرأ أيضا
- تشكيل بالنفخ
- تشكيل الدحرجة